# Люка Жакес
Люка Антоні Жакес (фр. Luca Antony Jaquez, нар. 2 червня 2003, Люцерн, Швейцарія) — швейцарський футболіст домініканського походження, центральний захисник німецького клубу «Штутгарт».

## Ігрова кар'єра

### Клубна
У 2013 році Люка Жакес приєднався до клубної академії швейцарського «Люцерна». Перший професійний контракт з клубом терміном на три роки футболіст підписав 27 січня 2022 року. А 30 січня Жакес дебютував у першій команді «Люцерна» у матчі чемпіонату країни проти «Базеля». В листопаді 2022 року контракт з клубом було продовжено до 2026 року. В серпні 2023 року Жакес провів дві гри за «Люцерн» у кваліфікації Ліги конференцій.
3 лютого 2025 року Люка Жакес перейшов до німецького «Штутгарта», з яким підписав контракт на чотири з половиною роки. 29 березня у матчі проти «Айнтрахта» Жакес дебютував у німецькій Бундеслізі.

### Збірна
Дюка Жакес має домініканське коріння з боку свого батька. Та у 2024 році футболіст почав свої виступи в складі молодіжної збірної Швейцарії.

## Титули і досягнення
- Володар Кубка Німеччини (1):

«Штутгарт»: 2024-25